# Sé (district van São Paulo)
Sé is een district van de stad São Paulo in Brazilië. Het is een onderdeel van de gelijknamige onderprefectuur. De naam is afkomstig van de Kathedraal van São Paulo (Catedral da Sé). Het district ligt in het historische centrum van de stad en heeft veel oude gebouwen.

## Geografie

### Aangrenzende districten
Het district Sé grenst aan de districten Bom Retiro, Brás, Cambuci, Liberdade en República.

### Hydrografie
De rivier de Tamanduateí stroomt door het district.

## Cultuur

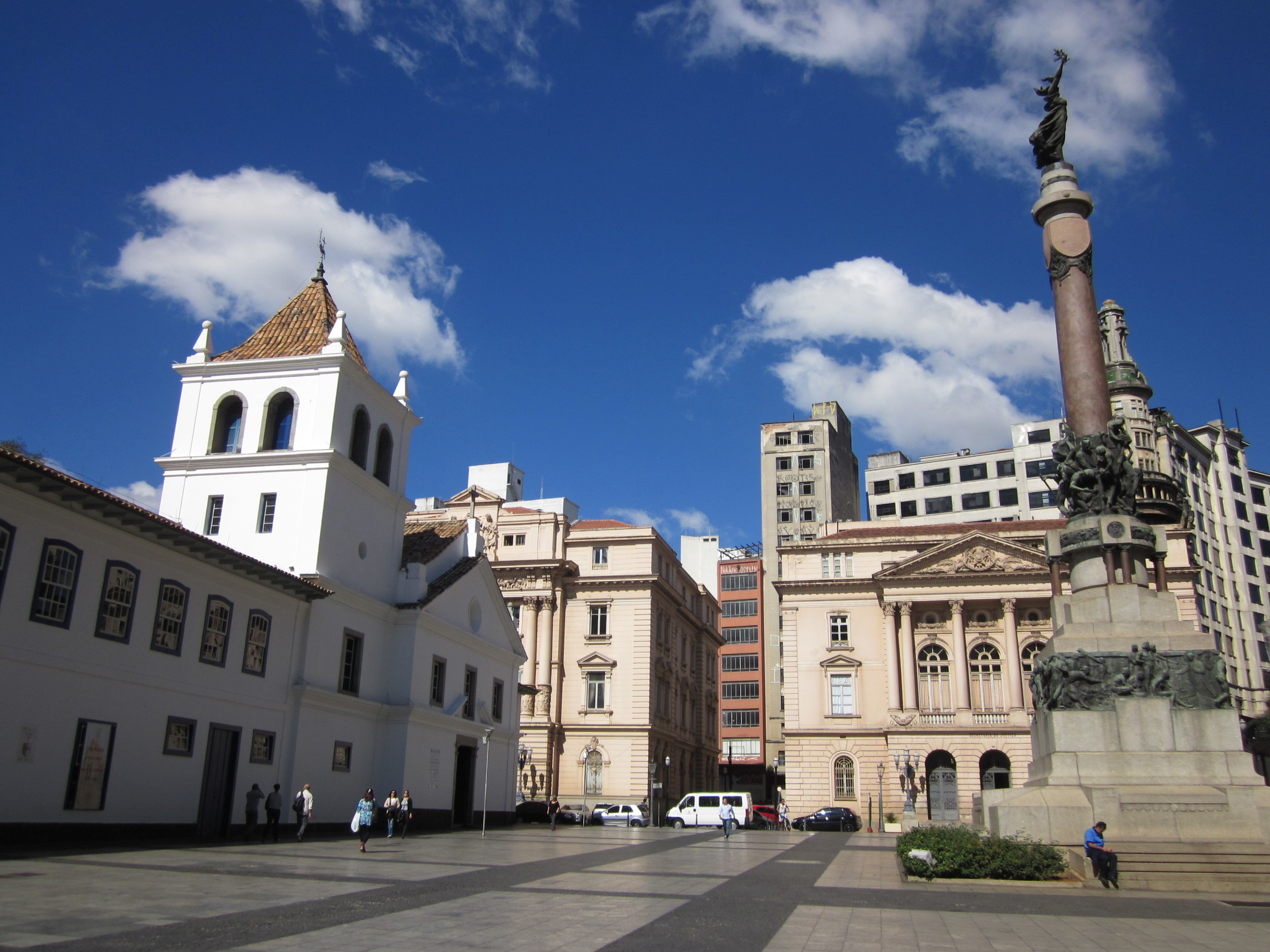
Pátio do Colégio

### Bezienswaardigheden

#### Hoogbouw
- Edifício Altino Arantes (161 m), ook bekend als Farol Santander, de vuurtoren van de bank Banco Santander.
- Edifício do Banco do Brasil (143 m)
- Edifício Martinelli (105 m), eerste wolkenkrabber van São Paulo met een Italiaanse villa op het dak.

#### Kerken
- De kathedraal Catedral Metropolitana de São Paulo
- Het klooster Mosteiro de São Bento met de basiliek Basílica Abacial Nossa Senhora da Assunção
- Het Pátio do Colégio, het historische centrum van de stad São Paulo
- Katholieke kerk Igreja da Ordem Terceira do Carmo

#### Monument
- Glória imortal dos fundadores de São Paulo

#### Musea
- Caixa Cultural São Paulo, oud bankgebouw en cultuurmuseum verbonden aan de bank en loterij van Caixa
- Centro Cultural Banco do Brasil van São Paulo, een van de vier culturele centra van de bank Banco do Brasil.[1] In dit oude bankgebouw is o.a. een expositieruimte te bezoeken.
- Het museum Museu Anchieta
- Het paleis Palácio das Indústrias onderdeel van het museum Museu Catavento
- Solar da Marquesa de Santos, historisch museum van de stad São Paulo. In de 19e eeuw bewoond door de markiezin de Santos.

#### Park
- Parque Dom Pedro II

#### Plein
- Het centrale plein Praça da Sé met parken, vijvers, sculpturen en de kathedraal.

## Politiek

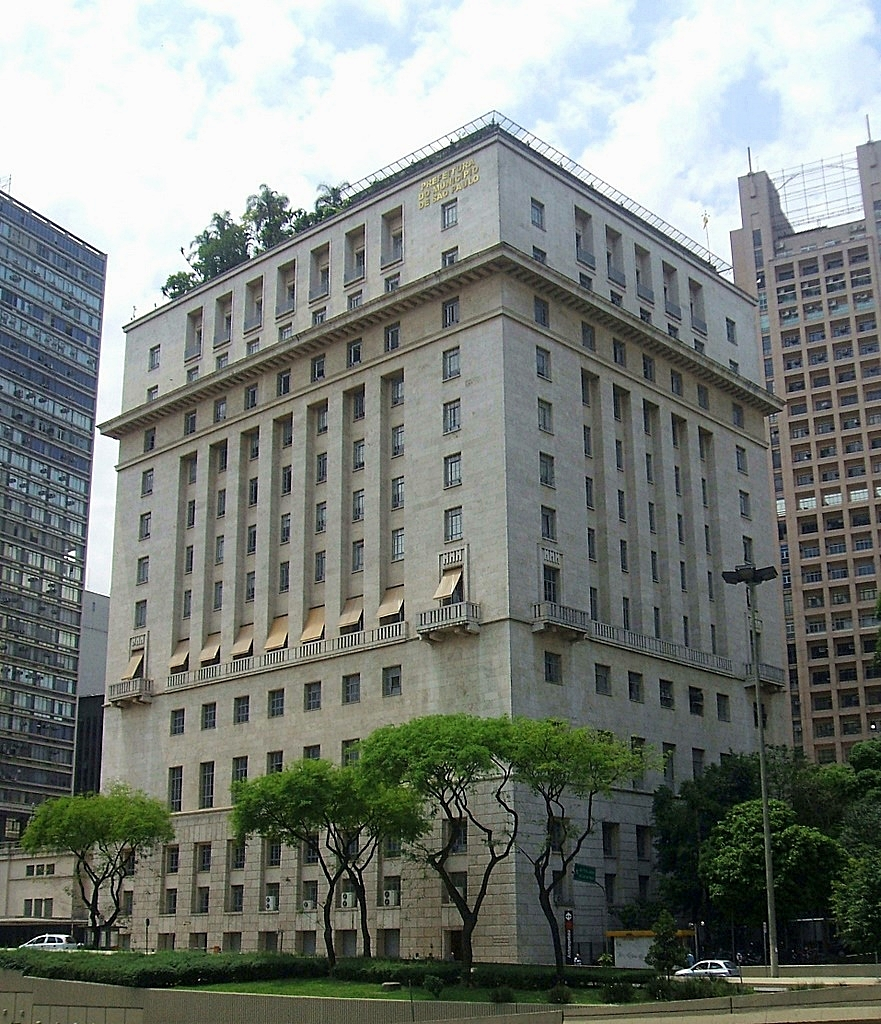
Palácio do Anhangabaú

- Het stadhuis (sinds 2004) Edifício Matarazzo, ook bekend als Palácio do Anhangabaú. Het staat aan de rand van de vallei Vale do Anhangabaú. Op het dak van het gebouw is een botanische tuin met verschillende tropische bomen.
- Het gerechtsgebouw Secretaria da Justiça e Cidadania do Estado de São Paulo
- Het gerechtsgebouw Tribunal de Justiça do Estado de São Paulo

## Economie
- Bovespa, ook bekend als B3
- Het marktgebouw Mercado Municipal de São Paulo, ook bekend als Mercadão

## Educatie
- Faculdade de Direito da Universidade de São Paulo (FDUSP)

## Verkeer en vervoer

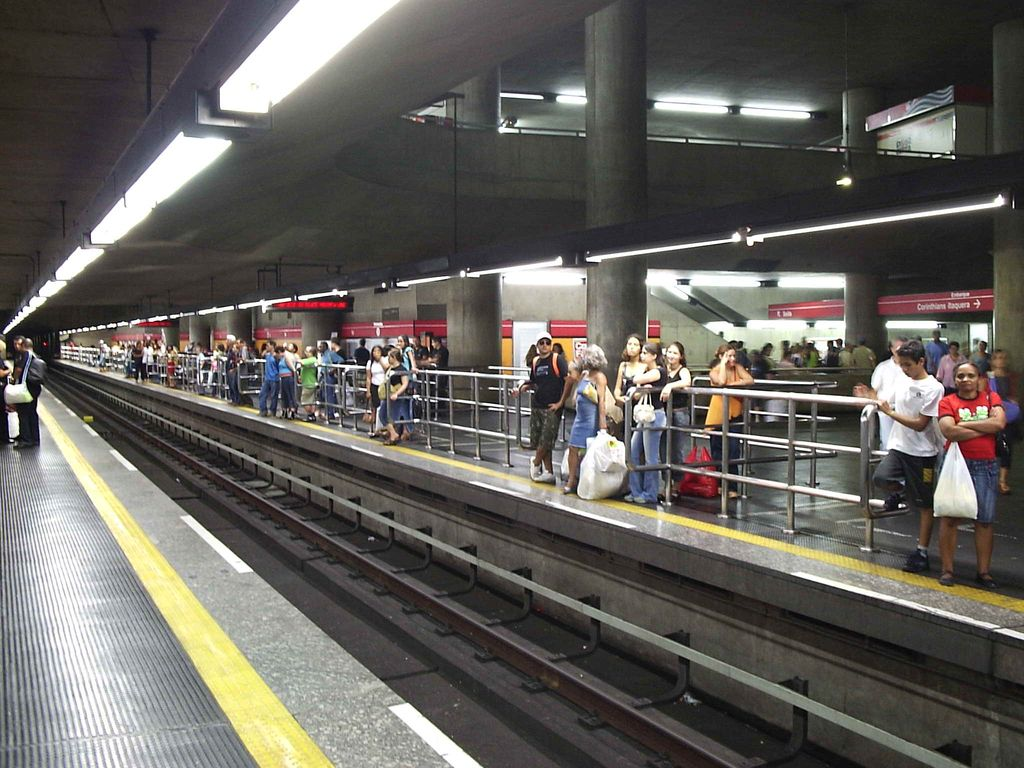
Het metrostation Estação Sé

### Bus
- Busstation Terminal Parque Dom Pedro II

### Metro
| Station                           | Lijn |
| --------------------------------- | ---- |
| Station Estação Sé                |      |
| Station Estação São Bento         |      |
| Station Estação Japão - Liberdade |      |
| Station Estação Pedro II          |      |

### Wegen
- Avenida 23 de Maio
- Avenida do Estado
- Avenida da Liberdade
- Avenida Prestes Maia
- Avenida Radial Leste-Oeste
- Viaduto do Chá, het eerste viaduct van São Paulo

## Galerij

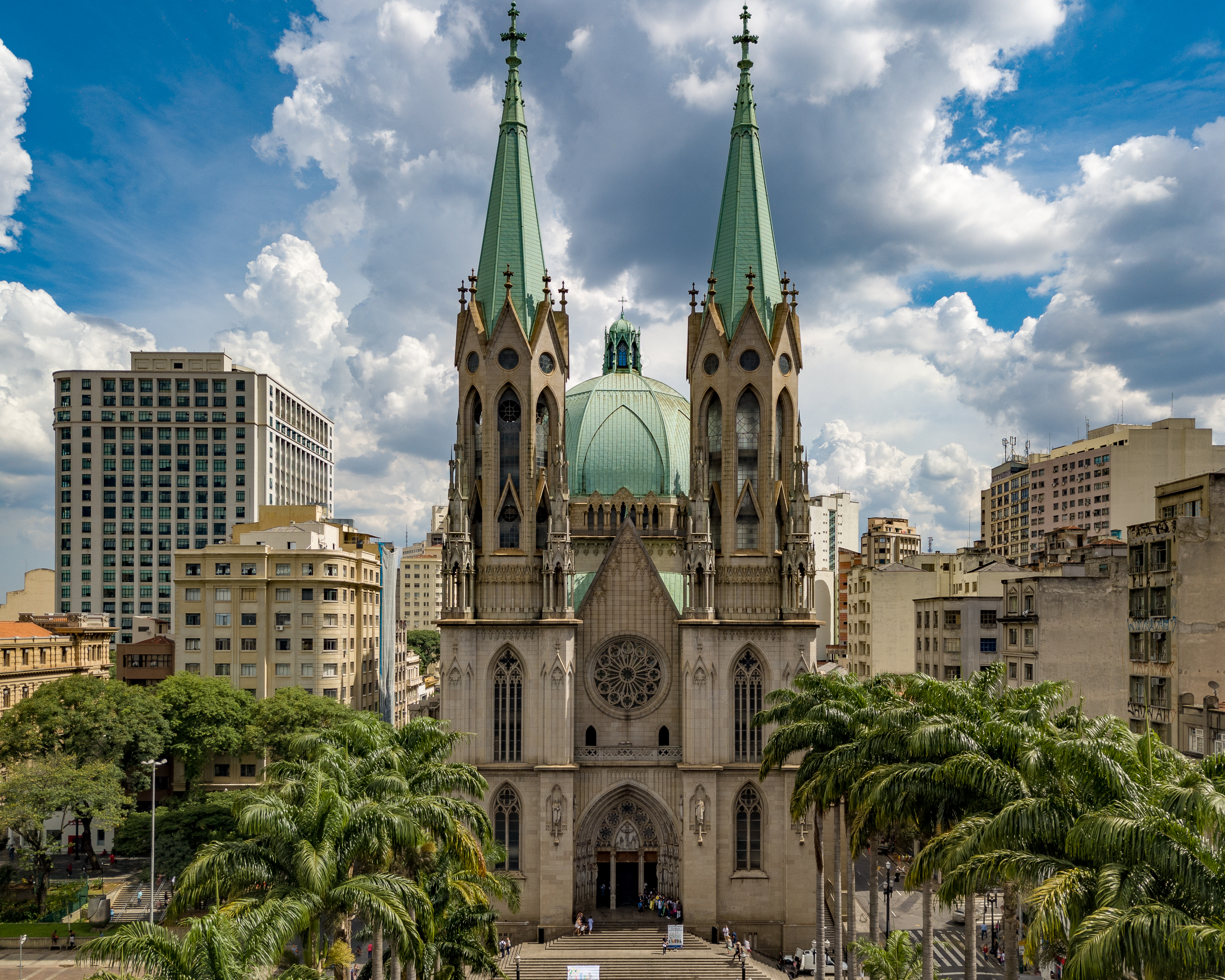
Catedral da Sé
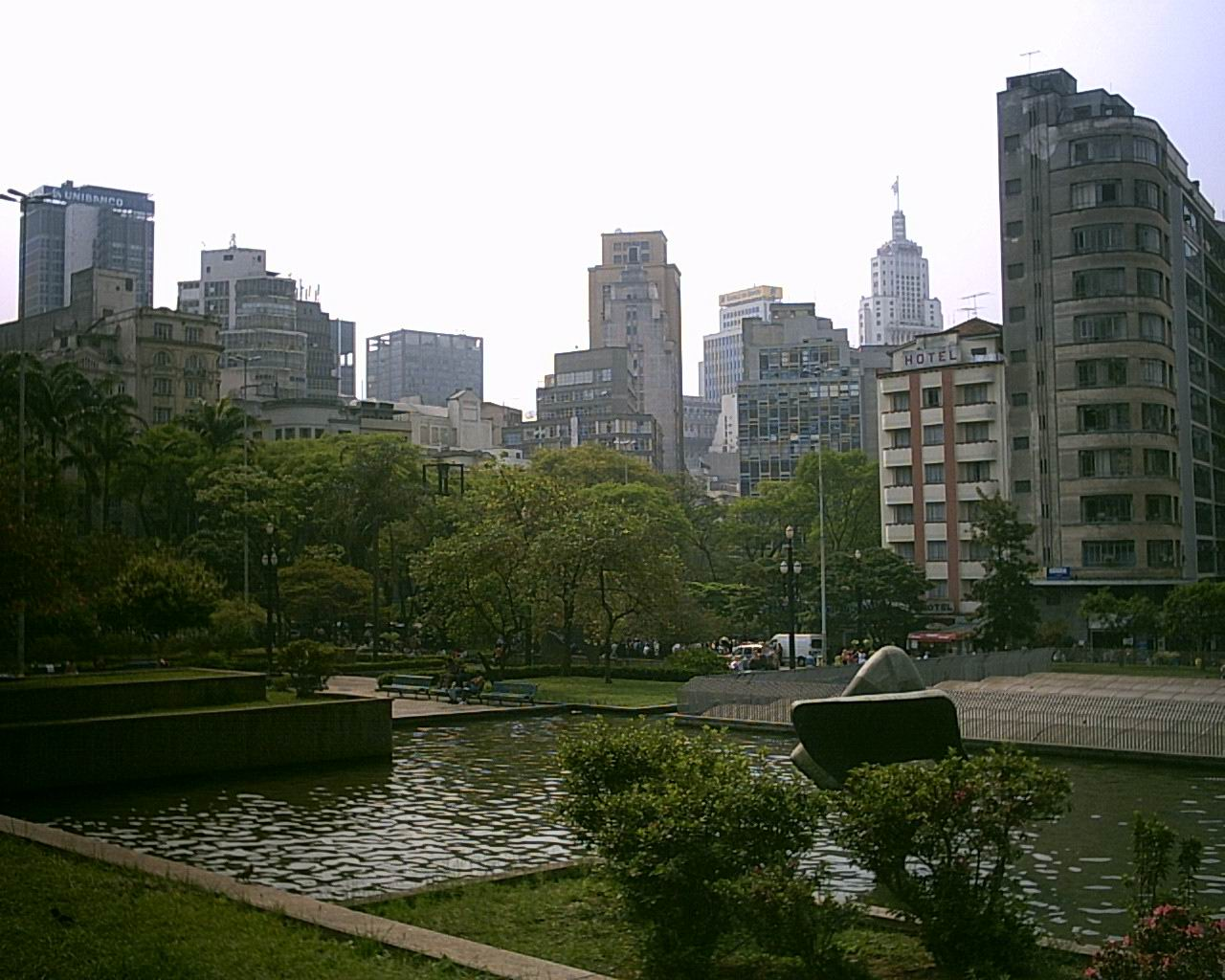
Uitzicht op het plein Praça da Sé
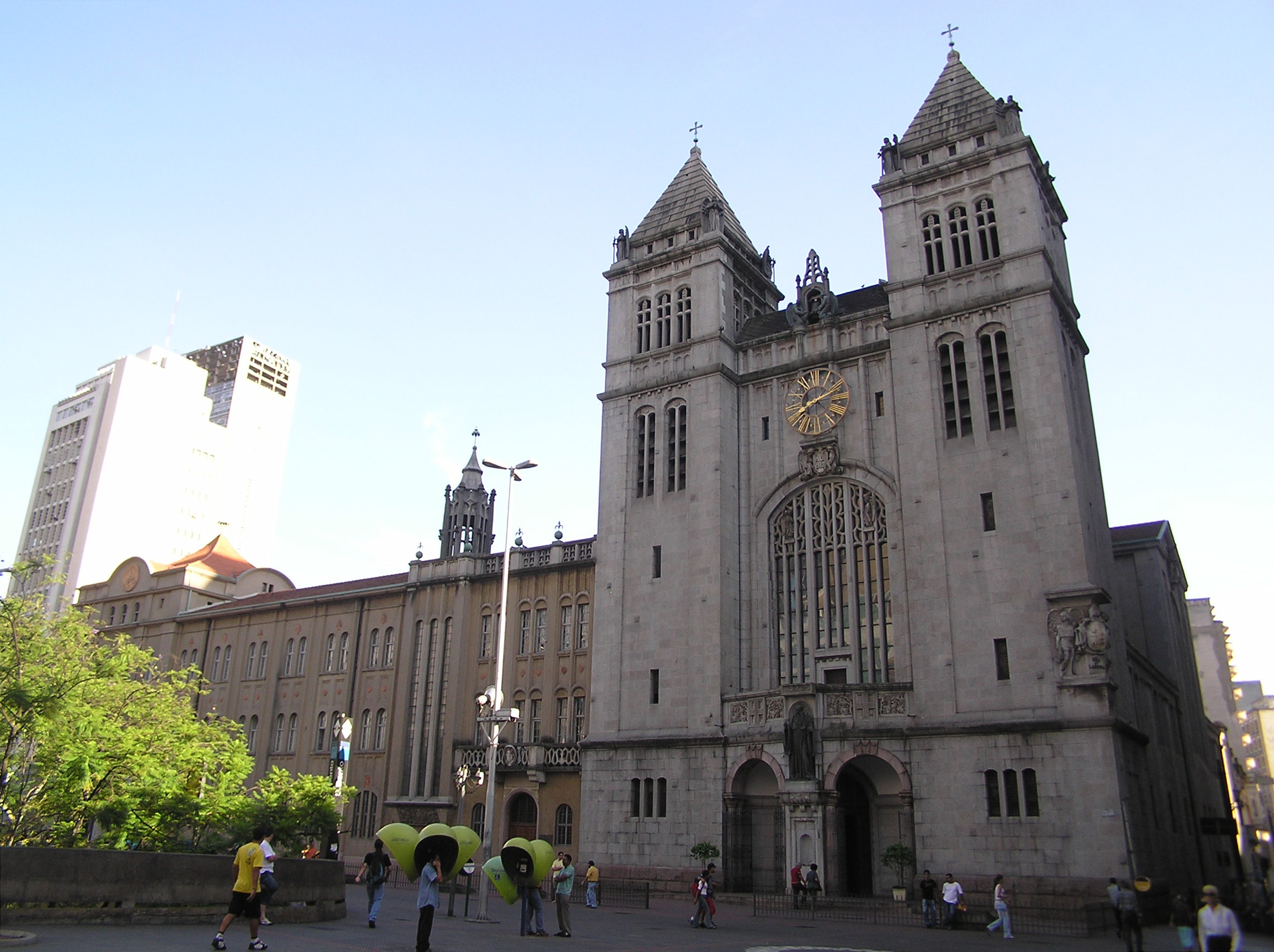
Het klooster Mosteiro de São Bento met de basiliek
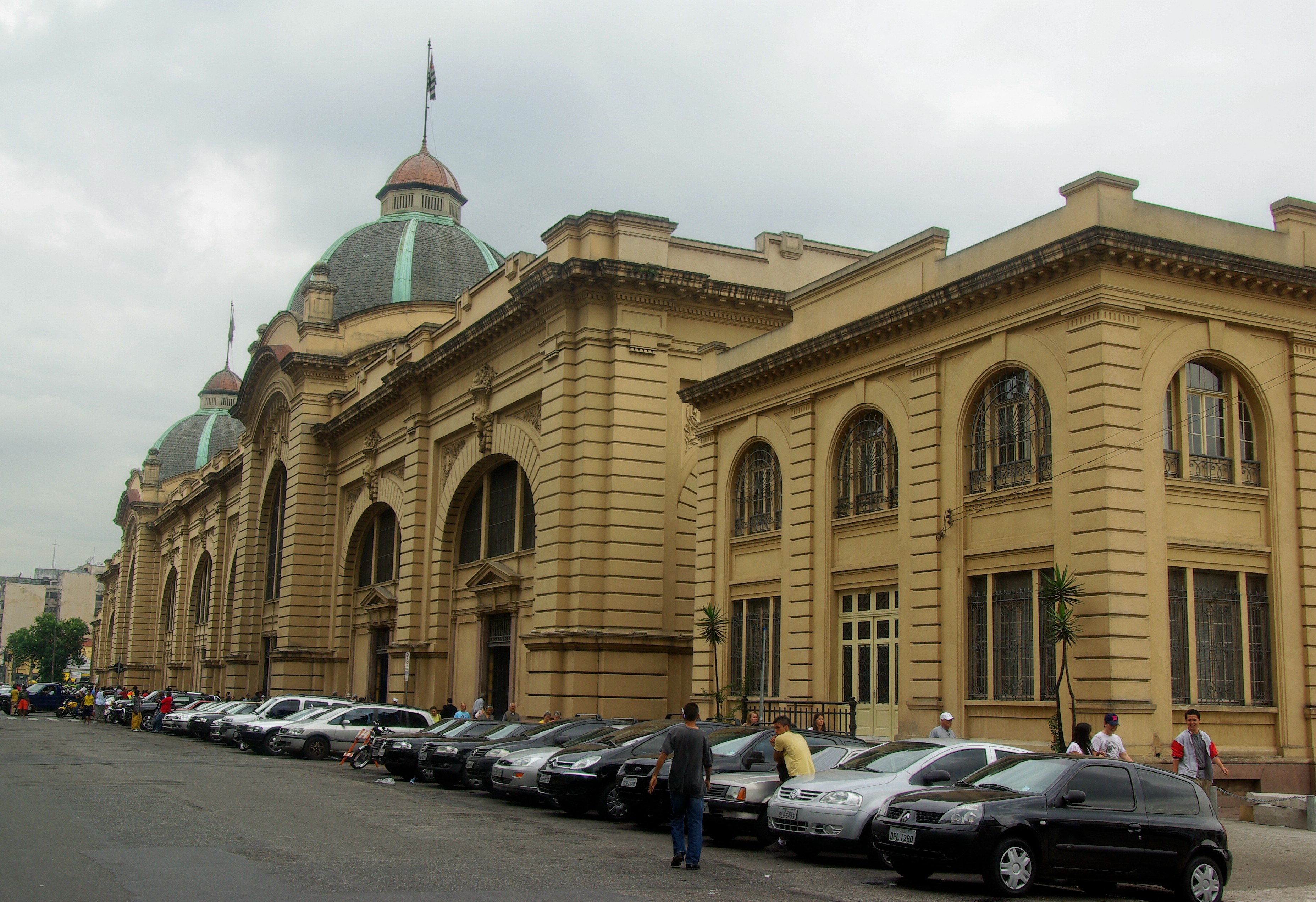
Het marktgebouw Mercado Municipal de São Paulo
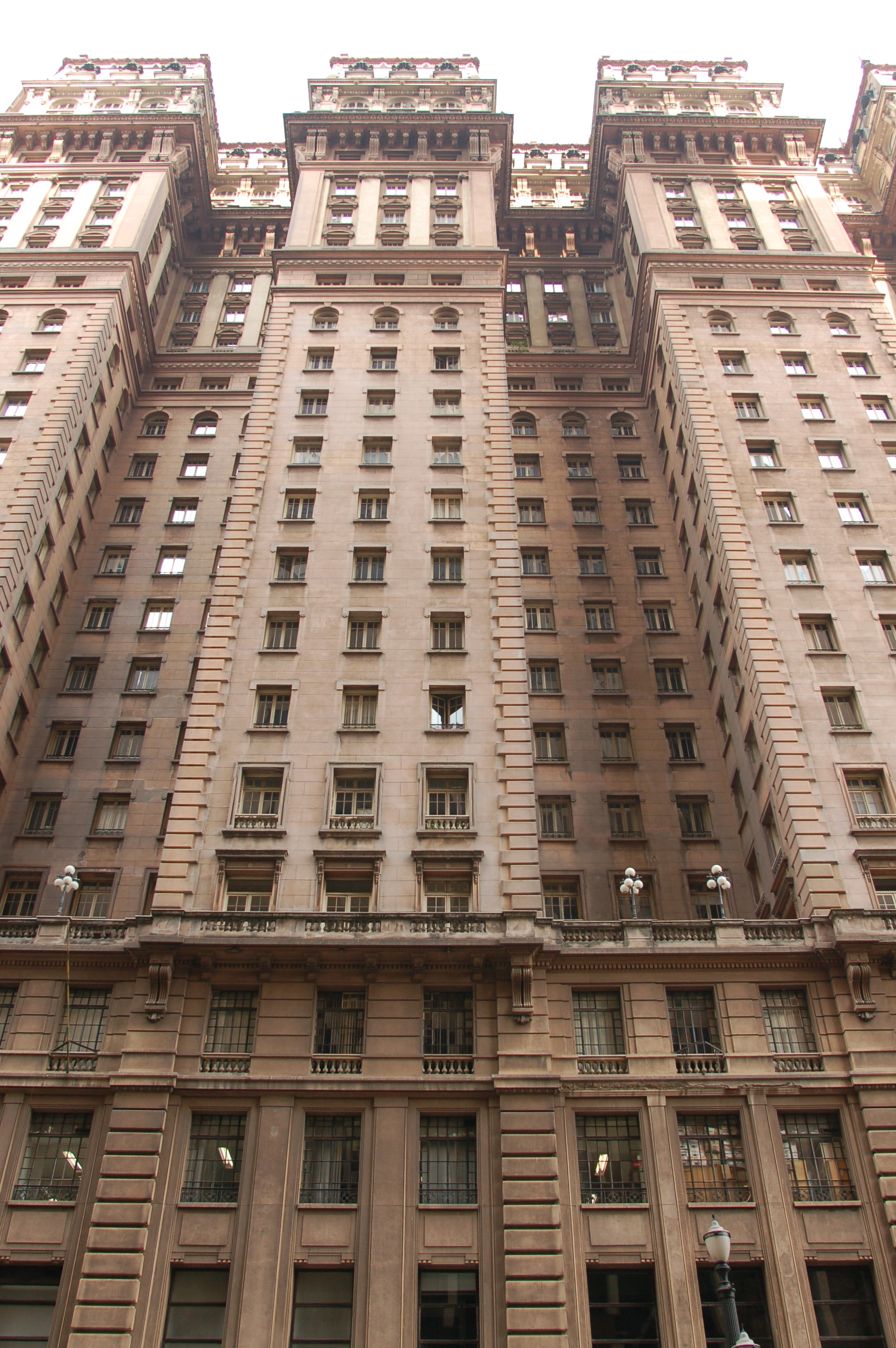
Edifício Martinelli, de eerste wolkenkrabber van Brazilië (1929)
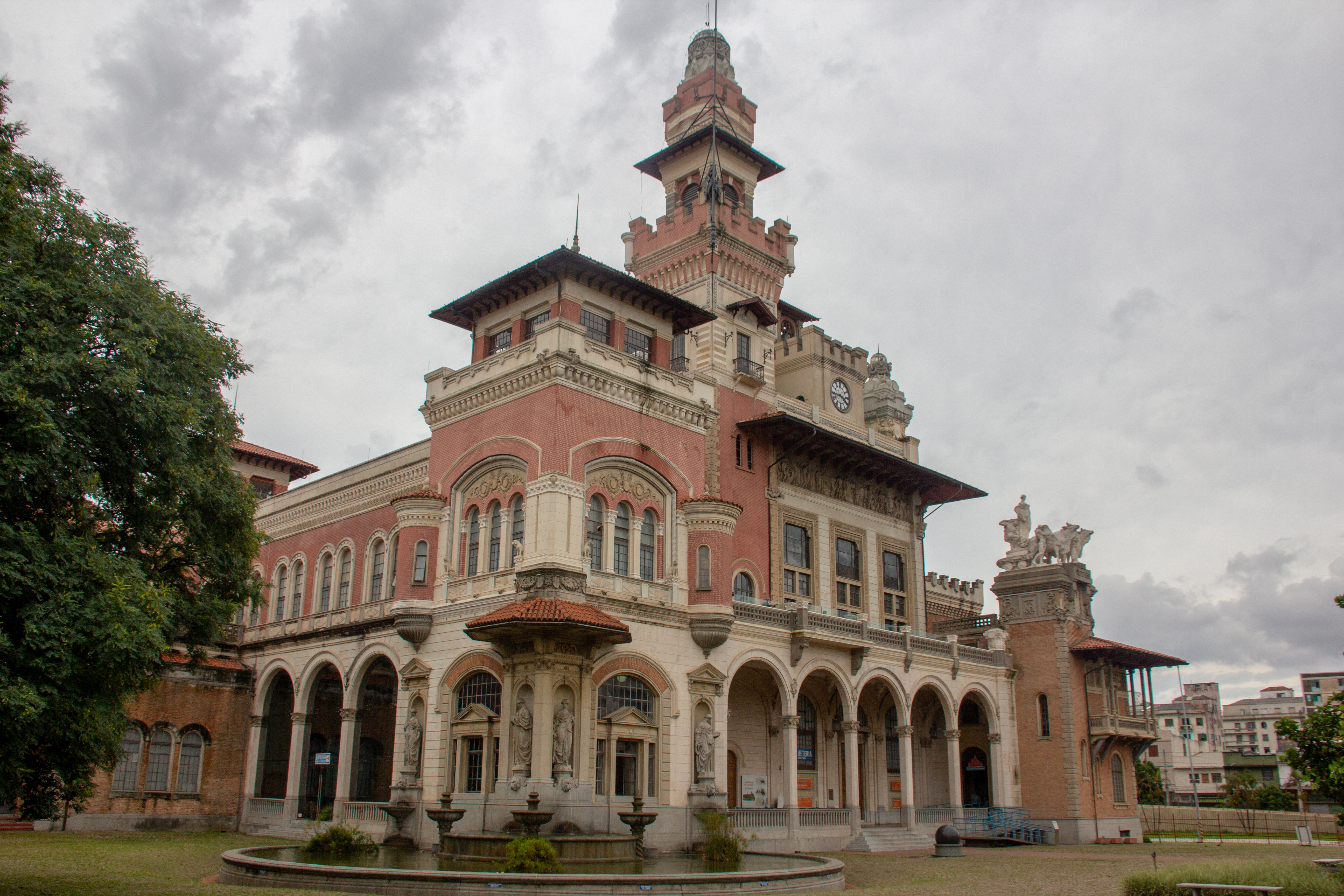
Palácio das Indústrias
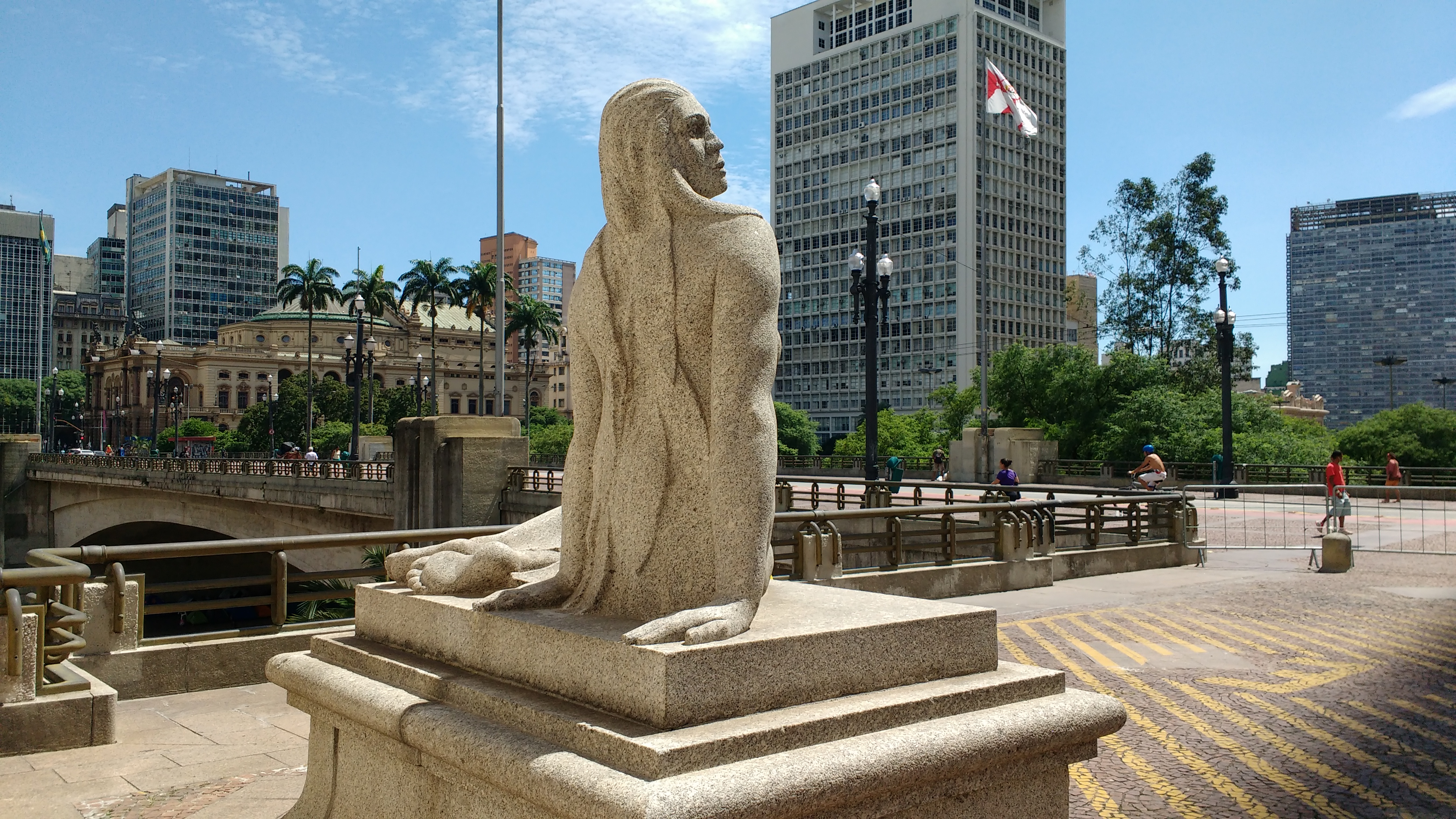
Guanabara en het Viaduto do Chá
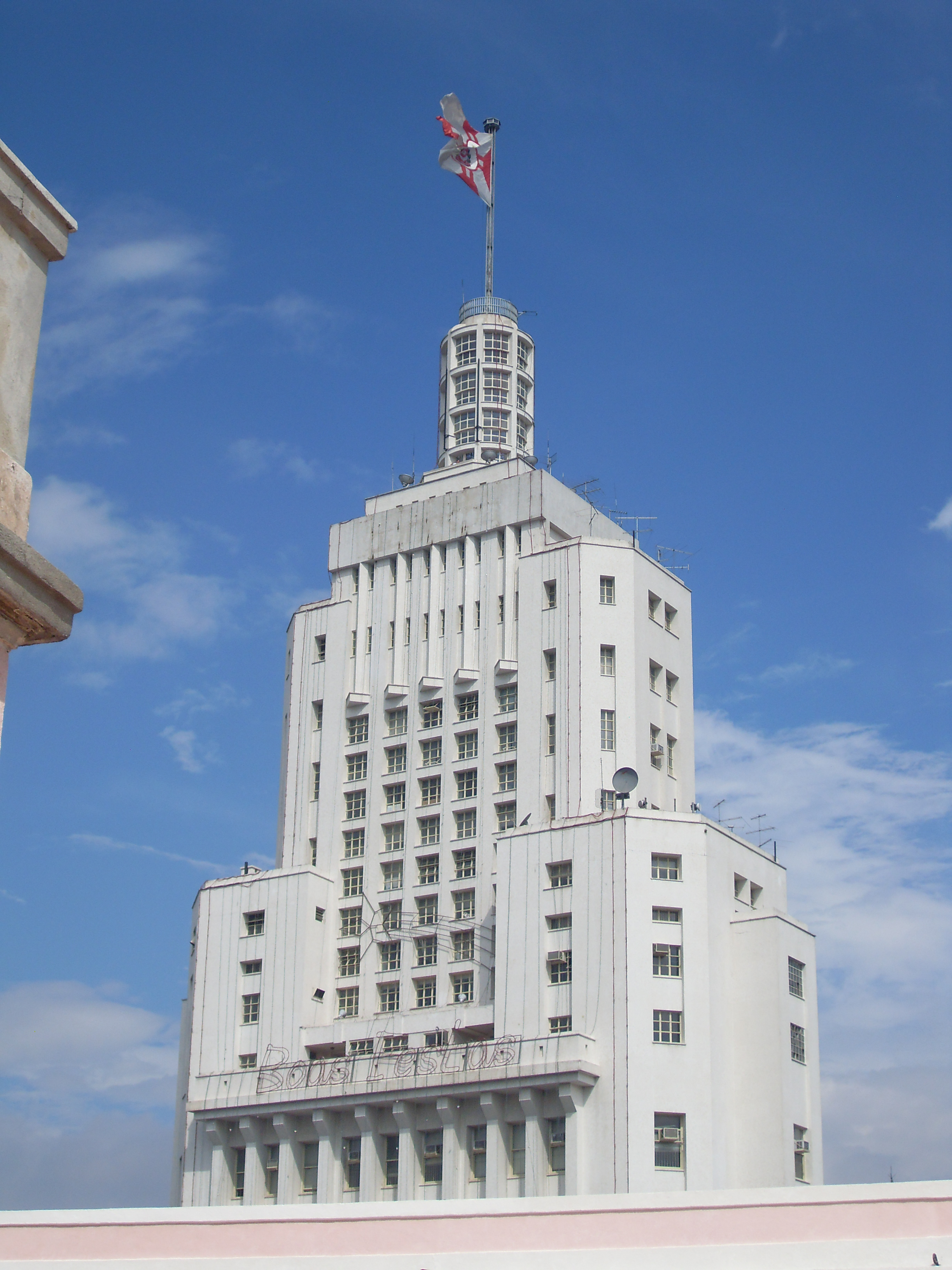
De top van de wolkenkrabber Edifício Altino Arantes

Água Rasa · Alto de Pinheiros · Anhanguera · Aricanduva · Artur Alvim · Barra Funda · Bela Vista · Belém · Bom Retiro · Brasilândia · Brás · Butantã · Cachoeirinha · Cambuci · Campo Belo · Campo Grande · Campo Limpo · Cangaíba · Capão Redondo · Carrão · Casa Verde · Cidade Ademar · Cidade Dutra · Cidade Líder · Cidade Tiradentes · Consolação · Cursino · Ermelino Matarazzo · Freguesia do Ó · Grajaú · Guaianases · Iguatemi · Ipiranga · Itaim Bibi · Itaim Paulista · Itaquera · Jabaquara · Jaçanã · Jaguara · Jaguaré · Jaraguá · Jardim Helena · Jardim Paulista · Jardim São Luís · Jardim Ângela · José Bonifácio · Lajeado · Lapa  · Liberdade · Limão · Mandaqui · Marsilac · Moema · Mooca · Morumbi · Parelheiros · Pari · Parque do Carmo · Pedreira · Penha · Perdizes · Perus · Pinheiros · Pirituba · Ponte Rasa · Raposo Tavares · República · Rio Pequeno · Sacomã  · Santa Cecília · Santana · Santo Amaro · São Domingos · São Lucas · São Mateus · São Miguel Paulista · São Rafael · Saúde · Sapopemba · Sé · Socorro · Tatuapé · Tremembé · Tucuruvi · Vila Andrade · Vila Curuçá · Vila Formosa · Vila Guilherme · Vila Jacuí · Vila Leopoldina · Vila Maria · Vila Mariana · Vila Matilde · Vila Medeiros · Vila Prudente  · Vila Sônia